# Handschinia
Handschinia is een geslacht van halfvleugeligen uit de familie Aphrophoridae. De wetenschappelijke naam van dit geslacht is voor het eerst geldig gepubliceerd in 1935 door Lallemand.

## Soorten
Het geslacht Handschinia omvat de volgende soorten:
- Handschinia melanotum Hamilton, 1980
- Handschinia orca Hamilton, 1980
- Handschinia salomonis Lallemand, 1935